# 费伦
费伦（德語：Velen，發音：[ˈfeːlən]）是德国北莱茵-威斯特法伦州明斯特行政区博尔肯县的城市，面积70.75平方千米，2023年12月31日人口为13,381人。